# Kálmáncsehi Domokos
Kálmáncsehi Domokos vagy Kálmáncsai Domonkos (Kálmáncsa, 1435 körül – Gyulafehérvár?, 1514) humanista püspök.

## Életrajza
Kálmáncsehi Domokos születési helye nem ismert, 1435 körül született jobbágycsaládban. Iskolázottsága folytán lett zászlósúr. 1450-ben beiratkozott a bécsi egyetemre. 1459-ben székesfehérvári kanonok. Fölszentelése után 1462-től a kincstár szolgálatába állt; 1495-ig a székesfehérvári Szt. Miklós káptalan prépostja volt, 1495-ben új adójavaslatot dolgozott ki a király megbízásából. 1495–1501 között váradi püspök és királyi személynök, majd 1501-ben erdélyi püspök lett.

## Munkássága

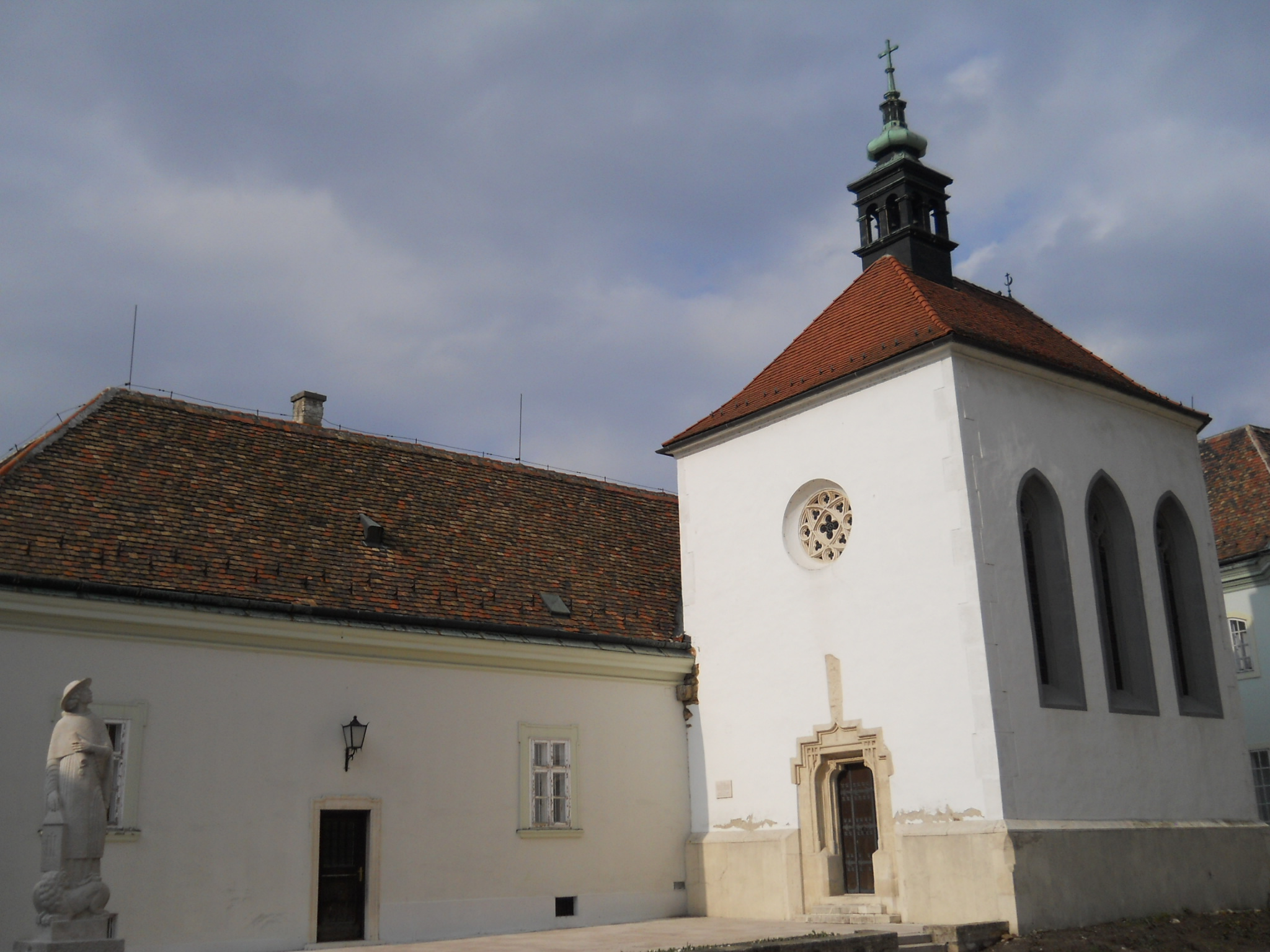
A székesfehérvári Szent Anna kápolna az alapító szobrával

1496-ban ő volt a kincstartó számadásait felülvizsgáló bizottság elnöke. Kisebb jelentőségű ügyekben diplomáciai szolgálatban is tevékenykedett. 1501-ben a Thurzókkal a belényesi bányák művelésére kötött szerződést. Fehérváron ő alapította meg a ma már romokban levő királyi bazilika Anna-kápolnáját. 
Híres volt könyvtáráról és építkezéseiről. Könyvtárából összesen négy kéziratos könyv maradt ránk, melyet az OSZK őriz, fennmaradt egy valószínűleg Mátyás temetésére készült pajzsa is. Címerét és gyűrűs pecsétjét ismerjük.